# Литтауэр, Владимир Станиславович
Владимир Станиславович Литтауэр (10 января 1892 [22 января 1892], Урал — 31 августа 1989, Нью-Йорк, США) — ротмистр русской армейской кавалерии, участник Первой мировой войны, писатель и мемуарист, ставший в США широко известным экспертом и преподавателем в области практической иппологии, а также исследователем лошадиного прыжка.

## Биография
Из остзейских дворян. Сын выдающегося русского предпринимателя Станислава Литтауэра, Владимир родился в Уральской области, где его отец состоял членом правления нескольких заводов.
Окончил Николаевское кавалерийское училище в 1913 году, офицер Сумского гусарского полка с 6 августа 1913 года. Именно в полку — благодаря помощи известного спортсмена и старшего корнета Владимира Соколова, — познакомился с теорией и практикой итальянского офицера-конника Федерико Каприлли, заложившего основы современного конкура.
Участник Первой мировой войны, в которой дослужился в полку до чина ротмистра.
Во время Гражданской войны — в Белом движении: сначала в Добровольческой армии, затем — в Белой армии Восточного фронта на Дальнем Востоке. Вместе с отцом и младшей сестрой эмигрировал в Канаду весной 1920 года.

### Конный спорт и теория лошадиного прыжка
В 1921 году переехал в США, где до 1927 года работал на различных производственных должностях и в продажах, изучая английский язык. В 1927 году в Нью-Йорке Литтауэр встретил бывших русских кавалеристов Сергея Курнакова и Кадыра Гирея, вместе с которыми основал школу верховой езды «Сапоги и сёдла». Сначала они преподавали выездку по методу Филлиса, принятую в русской кавалерии, но очень быстро перешли к методам Каприлли. Несмотря на Великую Депрессию школа пользовалась большой популярностью, а метод был принят на вооружение американскими конкуристами, и даже используется в некоторых школах и поныне в неизменном виде для обучения людей и лошадей. В 1937 году Литтауэр покинул школу, сосредоточившись на индивидуальном обучении пар «всадник-лошадь». Был широко известен под именем «капитан Литтауэр», переведя на английский язык свой чин ротмистра. За пол века — с 1930 по 1982 год — издал полтора десятка работ по теории лошадиного прыжка. Также принимал участие в создании нескольких учебных фильмов по указанной теме.
К наследию Литтауэра современные исследователи относят: точный анализ лошадиных аллюров и механики лошадиного прыжка; постановку и решение проблемы контролируемого прыжка для конкурного седла; создание трёхступенчатого метода обучения пары «всадник-лошадь» контролируемому прыжку; внедрение и продвижение способа дополнительного управления лошадью голосом; собственную концепцию стабилизации прыжка; продвижение в массы философской концепции единения всадника и лошади.
Американская ассоциация верховой езды поощряет изучение и практическое внедрение работ Литтауэра до настоящего времени.

### Личная жизнь
Владимир Станиславович был женат единожды в жизни — с 1935 года до своей смерти — на известной специалистке в области античной иппологии Мэри Литтауэр (в девичестве — Грэйвер; 11 февраля 1912 года — 7 декабря 2005 года), в браке супруги имели единственного сына Андрея. Сам Литтауэр прожил почти целый век, скончавшись 31 августа 1989 года в штате Нью-Йорк на Лонг-Айленде.

## Сочинения
Литтауэр начал писать об иппологии под влиянием Курнакова, и свою первую книгу издал совместно с ним в 1930 году. К сожалению, российскому читателю Литтауэр известен почти исключительно как писатель-мемуарист Белой эмиграции — автор книги «Русские гусары. Мемуары офицера императорской кавалерии. 1911—1920», представляющей собой ценный источник по истории русской конницы. Профессиональные же работы Литтауэра опубликованы на английском языке — и российским профессионалам конного спорта практически не известны.
Архив Литтауэра в настоящее время находится в библиотеке Американского национального центра изучения верховой езды в Миддлбурге, штат Виргиния.
Список сочинений Владимира Литтауэра:
- Boots and Saddles, Ten Talks on Horsemanship (1930) With Sergei N. Kournakoff
- Jumping the Horse (1931)
- The Defense of the Forward Seat (1934) With Sergei N. Kournakoff
- Forward Riding (1934)
- Modern Horsemanship for Beginners (1934)
- Riding Forward (1935)
- More About Riding Forward (1938)
- Be a Better Horseman (1941)
- More About the Forward Seat (1945)
- Commonsense Horsemanship (1951)
- Schooling Your Horse (1956)
- Do Collected Gaits have Place in Schooling Hunters and Jumpers? (1957)
- Horseman’s Progress (1962)
- Russian Hussar — «Русские гусары. Мемуары офицера императорской кавалерии. 1911—1920» (1966)
- How a Horse Jumps (1972)
- The Rigid Back (1980)
- A Complete Guide to Horsemanship (1982)

## Награды
- Орден Св. Анны III степени с мечами и бантом[6]
- Орден Св. Станислава III-й степени с мечами и бантом[6]